# L2F
L2F（Layer 2 Forwarding）とは、米シスコ社が、リモートアクセス用に考案したVPN用の通信プロトコルである。 PPTPと同じくPPPヘッダーまでがカプセル化の対象となり、データリンク層で動作する。
L2Fは、UDPの1701番を利用して通信し、制御コネクションの確立と、ユーザーセッション（接続要求）の確立手順の2段階の手順を使ってトンネルを確立する。